# Sänger (véhicule spatial)
 (mai 2019).
Si vous disposez d'ouvrages ou d'articles de référence ou si vous connaissez des sites web de qualité traitant du thème abordé ici, merci de compléter l'article en donnant les références utiles à sa vérifiabilité et en les liant à la section « Notes et références ».

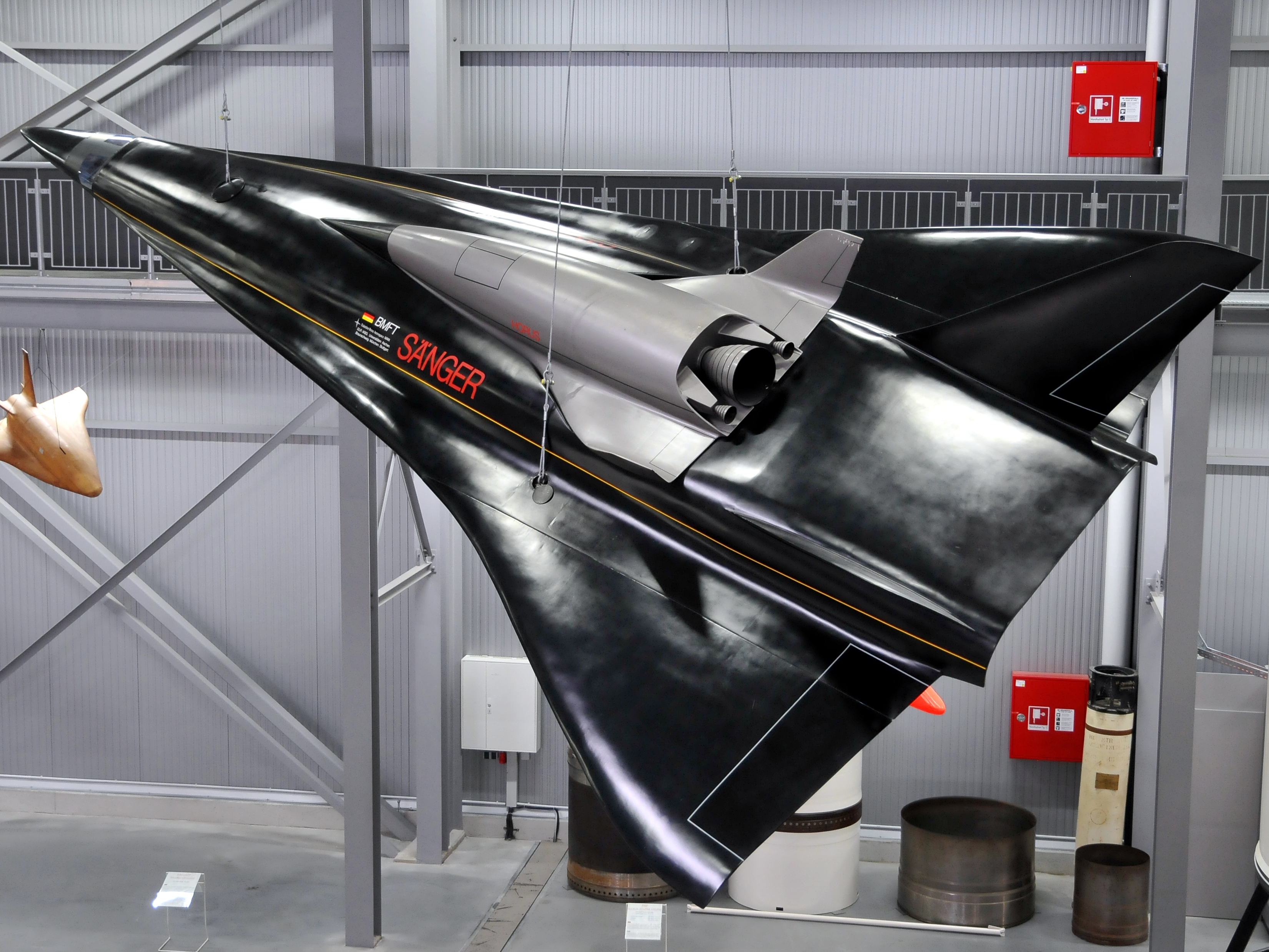
Maquette au Musée des techniques de Spire.

Sänger est un concept de véhicule spatial imaginé par Eugen Sänger. Il fut développé de 1961 à 1974 par la société Junkers comme prototype de planeur spatial.

## Concept
Le concept comporte deux étages de manière semblable à la navette spatiale américaine. L'étage inférieur est un avion porteur décollant à l'horizontale, qui amène le vaisseau spatial proprement dit à 30 kilomètres d'altitude dans la stratosphère. L'avantage de ce concept est que l'étage inférieur peut être équipé d'une propulsion aérobie - comme pour un avion à réaction - et n'a donc pas besoin d'emporter le comburant (oxygène) nécessaire à la combustion du carburant - à la différence d'une fusée. Si l'étage supérieur parvient à se séparer à plus de 1 000 km/h, non seulement une énergie considérable est économisée, mais de plus les pertes par frottements sont en grande part évitées.
L'étage supérieur est dans tous les cas équipé d'une propulsion par fusée conventionnelle. Un avantage supplémentaire est offert par la possibilité de direction de l'étage inférieur, qui permet un choix très variable de l'orbite cible.
L'étage supérieur mesure 31 m de longueur sur 12 m d'envergure. Le Sänger devait pouvoir accueillir deux astronautes. Les véhicules ne furent jamais construits mais connurent un court regain d'intérêt lors du projet Sänger II.

## SängerII
Lors du projet Sänger II, un vaisseau spatial européen fut envisagé. À la fin des années 1980, la société ouest-allemande Messerschmitt-Bölkow-Blohm proposa le concept d'un véhicule réutilisable à deux étages. Celui-ci devait décoller et atterrir comme un avion.
Le deuxième étage devait se séparer à une vitesse de Mach 7 à une altitude d'environ 30 km. Pendant que l'étage inférieur serait retourné à son point de départ comme un avion, l'étage supérieur aurait continué à accélérer jusqu'à atteindre l'orbite. Un étage supérieur aurait pu être employé au choix pour le transport de fret (« CARGUS », en anglais : Cargo Upper Stage) ou celui de spationautes (« HORUS », en anglais : Hypersonic Orbital Upper Stage). Ainsi environ 10 tonnes ou quelques spationautes auraient pu être emmenés en orbite basse, ce qui correspondait à environ un tiers de la capacité de la navette spatiale américaine.
La masse totale au décollage aurait atteint environ 366 tonnes. L'étage inférieur aurait eu une masse à vide de 156 tonnes et pu emporter 98 tonnes d'hydrogène. La masse à vide de l'étage supérieur piloté aurait atteint environ 33 tonnes, avec une masse de combustible de 74 tonnes (hydrogène et oxygène liquide) et environ 5 tonnes de charge utile.
Le projet fut annulé en 1995 pour plusieurs raisons.
Le programme avait été initié par MBB Raumfahrt comme démonstrateur technologique. Après la fusion des principaux industriels allemands de l'aéronautique au sein de la société Deutschen Aerospace AG et le succès initial inattendu du programme Sänger II, les divisions aéronautiques, majoritaires, s'approprièrent le programme, le déclarèrent futur transporteur spatial européen et réclamèrent des financements de développement correspondants.
Toutefois les domaines de recherche essentiels sur l'hypersonique furent abandonnés, la mauvaise humeur des voisins européens - qui à cette époque travaillaient encore sur Hermès - fut provoquée et enfin les budgets disponibles furent mal évalués - en particulier avec le souhait d'un prototype piloté.
Dans le domaine de la recherche fondamentale, la communauté scientifique allemande (Fondation allemande pour la recherche), à l'origine du projet, put encore, durant quelques années au sein de divers instituts, mener avec succès les travaux correspondants. Du côté technique la propulsion de l'étage inférieur demeurait le principal problème. On ne parvint finalement jamais à développer une propulsion uniformément efficace dans l'ensemble du domaine de vitesse requis, bien que les premiers essais aient été menés en 1991 dans toute l'Europe avec un turbo-statoréacteur.
Enfin les estimations de coûts montrèrent que Sänger II n'aurait pas apporté d'économies significatives par rapport à Ariane 5, également développée à cette époque.